# Sheriff Suma
Sheriff Suma   (Freetown, 12 d'octubre de 1986) és un exfutbolista de Sierra Leone de la dècada de 2000. Fou internacional amb la selecció de futbol de Sierra Leone. Pel que fa a clubs, destacà a Åtvidaberg i GAIS a Suècia.